# Leptodeira bakeri
Leptodeira bakeri là một loài rắn trong họ Rắn nước. Loài này được Ruthven mô tả khoa học đầu tiên năm 1936.